# Super Monkey Ball
Super Monkey Ball är en serie arkadplattformsspel utvecklade av Amusement Vision och distribuerade av Sega. Serien debuterade i Japan 2001 med Monkey Ball, ett upprätt arkadspel som använde sig av en bananformad joystick. Senare samma år släpptes det till Gamecube som Super Monkey Ball.
Serien har fyra karaktärer: Aiai, Meemee, Baby och Gongon (som är exklusiv för konsolversioner). De är apor inuti bollar, och spelaren styr dem genom att luta själva världen.

## Spel
- Monkey Ball (Arkad) (2001/06/23)
- Super Monkey Ball (Gamecube) (2001/09/14)
- Super Monkey Ball 2 (Gamecube) (2002/08/25)
- Super Monkey Ball Jr. (Game Boy Advance) (2002/11/19)
- Super Monkey Ball (N-Gage) (2003/10/07)
- Super Monkey Ball Deluxe (Playstation 2 och Xbox) (2005/03/15)
- Super Monkey Ball Touch & Roll (Nintendo DS) (2005/12/01)
- Super Monkey Ball Adventure (Playstation 2, Gamecube, Playstation Portable) (2006/06/30)
- Super Monkey Ball: Banana Blitz (Wii) (2006/11/19)
- Super Monkey Ball: Tip 'n Tilt (J2ME) (2007)
- Super Monkey Ball (iOS) (2008)
- Super Monkey Ball: Tip 'n Tilt 2 (J2ME) (2008)
- Super Monkey Ball 2 (iOS) (2009)
- Super Monkey Ball 2: Sakura Edition (iOS, Android, Windows Phone)
- Super Monkey Ball: Step & Roll (Wii) (2010)
- Super Monkey Ball: Ticket Blitz (Arkad) (2011)
- Super Monkey Ball 3D (Nintendo 3DS) (2011)
- Super Monkey Ball: Banana Splitz (Playstation Vita)
- Super Monkey Ball Bounce (Android, iOS) (2014)
- Super Monkey Ball: Banana Blitz HD (PS4, Xbox One, Nintendo Switch) (2019)